# Derobrachus asperatus
Derobrachus asperatus är en skalbaggsart som beskrevs av Henry Walter Bates 1878. Derobrachus asperatus ingår i släktet Derobrachus och familjen långhorningar.
Artens utbredningsområde är:
- Costa Rica.
- Nicaragua.
- Panama.

Inga underarter finns listade i Catalogue of Life.